# بایان‌اوبو (خنتی)
بایان‌اوبو (به لاتین: Bayan-Ovoo) یک منطقهٔ مسکونی در مغولستان است که در استان خنتی واقع شده‌است. بایان‌اوبو ۳٬۳۸۱ کیلومتر مربع مساحت و ۱٬۵۸۱ نفر جمعیت دارد و ۹۲۱ متر بالاتر از سطح دریا واقع شده‌است.